# Stanisław Budweil
Stanisław Budweil (ur. 9 września 1874 w Sanoku, zm. 19 maja 1927 w Rymanowie) – polski urzędnik skarbowy, działacz sokoli, muzyk, dyrygent i chórmistrz.

## Życiorys
Stanisław Budweil urodził się 9 września 1874 w Sanoku. Był synem Jana Feliksa Budweila (sierżant powiatowy, do końca życia oficjał ewidencyjny C. K. Obrony Krajowej przy urzędzie starostwa powiatu sanockiego, zm. 1899 w wieku 60 lat) i Amelii wzgl. Aurelii. z domu Umlauf (zm. w 1922 w wieku 79 lat). Miał siostry: Kamilę Joannę (ur. 1880, od 1905 zamężna z Włodzimierzem Sulimą Popielem, zm. 1909), Elwinę Augustę Stefanię (ur. ok. 1884, od 1888 zamężna z Józefem Ostrowskim, profesorem C. K. Gimnazjum w Sanoku).
Uczył się w C. K. Gimnazjum w Sanoku, gdzie w 1888 ukończył IV klasę, a w 1890 ukończył V klasę. Później kształcił się w C. K. Gimnazjum w Jarosławiu. Odbył studia na Uniwersytecie Franciszkańskim we Lwowie i Konserwatorium Lwowskim. Był uczniem kompozytora Jana Galla.
W okresie zaboru austriackiego w ramach autonomii galicyjskiej wstąpił do c. k. służby cywilnej 17 listopada 1896. Został zatrudniony w urzędzie starostwa c. k. powiatu sanockiego, gdzie od 1896 był praktykantem w głównym urzędzie podatkowym, następnie przeniesiony do oddziału podatkowego tamże, gdzie od około 1900 był adiunktem, następnie około 1903 ponownie przeniesiony do głównego urzędu podatkowego jako adiunkt, od około 1907 jako asystent tamże, po czym znów przeniesiony do oddziału podatkowego od około 1909 był tam asystentem podatkowym, a od około 1910 oficjałem podatkowym.
W Sanoku kierował chórem, liczącym ok. 40 osób. Był członkiem sanockiego gniazda Polskiego Towarzystwa Gimnastycznego „Sokół” (1906, 1912, 1920, 1921, 1922, 1924), pełniąc funkcje zastępcy wydziałowego, wydziałowego, zastępcy gospodarza. W ramach działalności sokolej był dyrygentem orkiestry i chóru mieszanego. Od lat szkolnych uprawiał sport rowerowy. Był zawodnikiem sokolej sekcji kolarskiej; w lipcu 1896 wygrał wyścig z Krosna do Rymanowa pokonując odcinek 19,5 km błotnistej i wyboistej drogi w czasie 42 minut. Ponadto był rowerowym kurierem sokolim okręgu przemyskiego przewożącym korespondencję na wyznaczonym odcinku podczas jazdy rozstawnej 14 czerwca 1896.

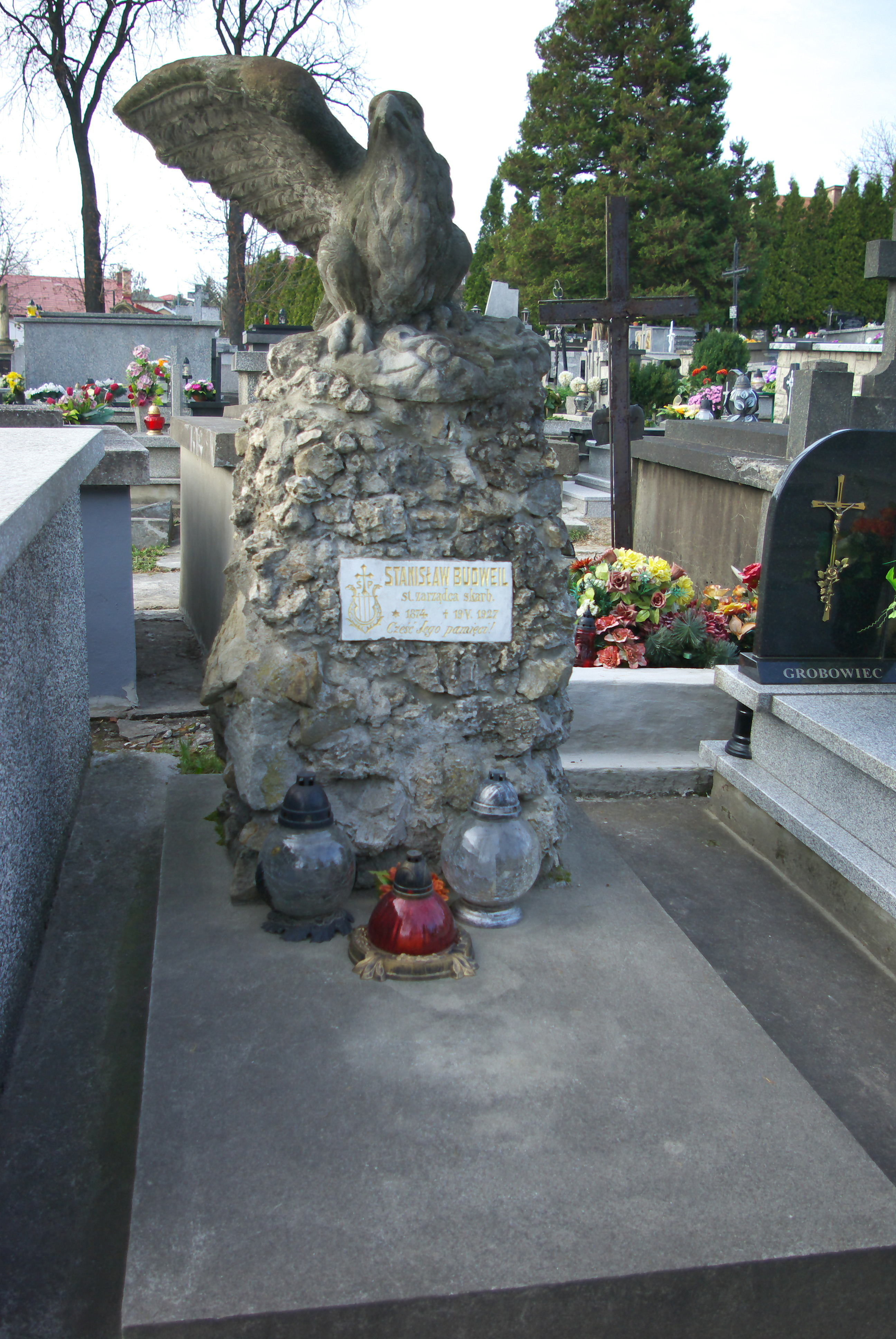
Nagrobek Stanisława Budweila

20 stycznia 1897 został wybrany członkiem wydziały Kółka Dramatyczno-Muzycznego w Sanoku. W Sanoku był członkiem zespołu pod nazwą Towarzystwo Muzyczno-Dramatyczne „Gamba”, którego założycielami byli Marian Kawski i Maksymilian Słuszkiewicz (grupa działała w gmachu PTG „Sokół” przy ulicy Mickiewicza); w ramach towarzystwa rozwijała się kultura muzyczna i teatralna Sanoka; w kameralnym, 9-osobowym zespole „Gamba” Stanisław Budweil grał na kontrabasie, a doradcą zespołu był kapelmistrz stacjonującego w mieście 2 Pułku Strzelców Podhalańskich, por. Maksymilian Firek. Był członkiem komitetu organizacyjnego Krajowy Zjazd Strażacki w Sanoku zorganizowany w lipcu 1904. Był członkiem Towarzystwa Upiększania Miasta Sanoka. Został skarbnikiem powołanej w 1919 Spółki spożywczej „Konsum” urzędników i funkcjonariuszów starostwa. Na początku 1907 został członkiem wydziału Czytelni Chrześcijańskiej „Ogniwo” w Sanoku.
Podczas I wojny światowej od 19 września 1914 wraz z bliskimi przebywał w Starym Mieście na Morawach. W dniu 6 maja 1900 poślubił Stanisławę z domu Jankiewicz (ur. 22 lutego 1882, zm. 14 lutego 1906 w wieku 23 lat). Świadkami na ich ślubie byli Stanisław Bauman i Karol Gostwicki. Stanisław Budweil miał dwie córki Janinę Justynę (ur. 1901) i Helenę Kazimierę (ur. 1905, zm. 8 października 1921 na gruźlicę) oraz synów Jerzego Adama (ur. 3 maja 1912), Stanisława (ur. 1918) – obaj synowie ukończyli Państwowe Gimnazjum im. Królowej Zofii w Sanoku (w 1930 i 1937). Stanisław Budweil zmarł 19 maja 1927 w Rymanowie. Został pochowany na cmentarzu przy ul. Rymanowskiej w Sanoku. Nagrobek został zwieńczony rzeźbą sokoła oraz liry i orderem (później jedno ze skrzydeł sokoła zostało utracone).
Z okazji obchodów 125-lecia „Sokoła” w Sanoku w 2014 została wydana publikacja pt. Śpiewnik sokoli. 125 lat historii „Sokoła” w Sanoku 1889–2014, w której wykorzystano zawartość śpiewnika autorstwa Stanisława Budweila z 1905 dla użytku członków kółka śpiewackiego „Sokoła” w Sanoku.

## Odznaczenia
austro-węgierskie
- Medal Jubileuszowy Pamiątkowy dla Cywilnych Funkcjonariuszów Państwowych (przed 1912)[2][21].
- Krzyż Jubileuszowy dla Cywilnych Funkcjonariuszów Państwowych (przed 1912)[2][21].